# 建部政賢
建部 政賢（たけべ まさかた）は、江戸時代中期から後期にかけての大名。播磨林田藩の第7代藩主。官位は従五位下・内匠頭。

## 略歴
第5代藩主・建部政民の四男として誕生した。幼名は留之助。
明和元年（1764年）、兄で先代藩主の長教が死去したため、その養嗣子として跡を継いだ。同年11月13日に叙任する。
藩政においては生田維直や小島省吾らを用いて藩校・敬業館を創設して藩士子弟の教育化に努めた。天明7年（1787年）6月、参勤交代中に留守の藩内で、天明の大飢饉による物価変動などを理由にして百姓一揆が起こった。一揆が大規模だったため、他の藩の援助を得てようやく鎮圧している。
文化9年（1812年）9月、四男の政醇に家督を譲って隠居し、文政元年（1818年）5月24日に72歳で死去した。墓所は京都市北区紫野の大徳寺芳春院。

## 系譜
- 父：建部政民（1698年 - 1779年）
- 母：板倉重同の娘
- 養父：建部長教（1724年 - 1764年）
- 正室：真田信安の娘
  - 四男：建部政醇（1795年 - 1875年）
- 生母不明の子女
  - 長男：建部光平（1774年 - 1791年）
  - 五男：建部政儀
  - 女子：八重 - 青林院、三宅康邦正室
  - 女子：松平康任養女